# Пасек и Пол
Бендж Пасек и Джастин Пол (англ. Benj Pasek and Justin Paul), известные вместе как Пасек и Пол (англ. Pasek and Paul), являются американским дуэтом по написанию песен и составлением команды для музыкального театра, фильмов и телевидения. За фильм «Ла-Ла Ленд» они получили премию «Золотой глобус» и «Оскар» за лучшую оригинальную песню за песню «City of Stars», и ещё один «Золотой глобус» за фильм «Величайший шоумен». Их работа над оригинальным мюзиклом «Дорогой Эван Хэнсен» получила широкое признание критиков и принесла им премию «Тони за лучшую музыку».
Оба являются выпускниками Мичиганского университета.

## История

### Начало в университете Мичиган
Пасек и Пол начали работать первокурсниками в Мичиганском университете, где в декабре 2006 года они получили степень бакалавра искусств в музыкальном театре.

### Музыкальный театр

#### Дорогой Эван Хансен (2015)
Пасек и Пол написали музыку и тексты к своему мюзиклу «Дорогой Эван Хэнсен». Мюзикл, вдохновлённый смертью однокурсника, когда Пасек учился в средней школе, содержит либретто Стивена Левенсона Режиссер Майкл Грайф и Бен Платт в главной роли, премьера фильма состоялась в театре «Arena Stage» в Вашингтоне, округ Колумбия, 30 июля 2015 года. На 71-й церемонии награждении премии «Тони» мюзикл был номинирован на девять наград, включая «Лучший мюзикл», «Лучшая музыка», «Лучшее либретто» и «Лучшая лучшая мужская роль в мюзикле» для Бена Платта. Мюзикл выиграл шесть наград, включая «Лучший мюзикл» и «Лучшая музыка» для Бенджа Пасека и Джастина Пола. На 60-й ежегодной церемонии вручения премии «Грэмми» в 2018 году «Дорогой Эван Хэнсен» стал победителем в номинации «Лучший музыкальный театральный альбом».

### Фильмы
Пасек и Пол написали песню «Get Back Up Again» для фильма 2016 года «Тролли».
Они написали тексты для музыкального романтического комедийно-драматического фильма «Ла-Ла Ленд», с музыкой, написанной Джастином Гурвицем. Фильм открывал 73-й Венецианский кинофестиваль 31 августа 2016 года, песня из фильма «City of Stars» получила премию «Золотой глобус» за лучшую песню в 2017 году. «City of Stars» и «Audition» были номинированы на звание «Лучшая оригинальная песня» на 89-й церемонии вручения премии Оскар, и «City of Stars» выиграла эту номинацию.
Пасек и Пол написали песни для музыкальной драмы 2017 года «Величайший шоумен». Песня дуэта «This Is Me» получила премию «Золотой глобус» за лучшую песню и номинацию за лучшую песню на 90-й церемонии вручения премии Оскар.
В сотрудничестве с Аланом Менкеном Пасек и Пол написали новые песни для экранизации «Аладдина» 2019 года. Фильм также включает оригинальные композиции песен 1992 года, написанные Менкеном, Говардом Эшманом и Тимом Райсом. Пасек и Пол также напишут песни для предстоящей экранизации Диснея «Белоснежка и семь гномов».
Пасек и Пол также адаптировали мюзикл «Дорогой Эван Хэнсен» как фильм для Universal Pictures, который срежиссировал Стивен Чбоски.

## Награды и номинации
| Год  | Награда                                                        | Категория                                                                     | Работа                  | Результат |
| ---- | -------------------------------------------------------------- | ----------------------------------------------------------------------------- | ----------------------- | --------- |
| 2016 | Награда Чарльза Макартура за выдающуюся новую пьесу или мюзикл | Награда Чарльза Макартура за выдающуюся новую пьесу или мюзикл                | Дорогой Эван Хэнсен     | Номинация |
| 2016 | Драма Деск                                                     | Выдающиеся Тексты песен                                                       | Дорогой Эван Хэнсен     | Победа    |
| 2016 | Outer Critics Circle Award                                     | Выдающийся новая музыка                                                       | Дорогой Эван Хэнсен     | Номинация |
| 2016 | Obie                                                           | Музыкальный Театр, Музыка и Тексты песен                                      | Дорогой Эван Хэнсен     | Победа    |
| 2016 | Hollywood Music in Media Award                                 | Лучшая песня («City of Stars»)                                                | Ла-Ла Ленд              | Победа    |
| 2016 | Los Angeles Film Critics Association Award                     | Лучшая музыка                                                                 | Ла-Ла Ленд              | Победа    |
| 2016 | Critics' Choice Movie Award                                    | Лучшая песня («City of Stars»)                                                | Ла-Ла Ленд              | Победа    |
| 2016 | Critics' Choice Movie Award                                    | Лучшая песня («Audition»)                                                     | Ла-Ла Ленд              | Номинация |
| 2016 | Phoenix Film Critics Society Award                             | Лучшая песня («City of Stars»)                                                | Ла-Ла Ленд              | Победа    |
| 2016 | Phoenix Film Critics Society Award                             | Лучшая песня («Audition»)                                                     | Ла-Ла Ленд              | Номинация |
| 2016 | Спутник                                                        | Лучшая песня («City of Stars»)                                                | Ла-Ла Ленд              | Победа    |
| 2016 | Спутник                                                        | Лучшая песня («Audition»)                                                     | Ла-Ла Ленд              | Номинация |
| 2016 | Houston Film Critics Society Award                             | Лучшая песня («City of Stars»)                                                | Ла-Ла Ленд              | Победа    |
| 2016 | Houston Film Critics Society Award                             | Лучшая песня («Audition»)                                                     | Ла-Ла Ленд              | Номинация |
| 2016 | Золотой глобус                                                 | Лучшая песня («City of Stars»)                                                | Ла-Ла Ленд              | Победа    |
| 2017 | Оскар                                                          | Лучшая песня («City of Stars»)                                                | Ла-Ла Ленд              | Победа    |
| 2017 | Оскар                                                          | Лучшая песня («Audition»)                                                     | Ла-Ла Ленд              | Номинация |
| 2017 | Тони                                                           | Лучшая музыка                                                                 | Дорогой Эван Хэнсен     | Победа    |
| 2018 | Грэмми                                                         | Лучший музыкальный театральный альбом                                         | Дорогой Эван Хэнсен     | Победа    |
| 2018 | Грэмми                                                         | Лучшая песня написанная для визуальных медиа («City of Stars»)                | Ла-Ла Ленд              | Номинация |
| 2018 | Hollywood Music in Media Award                                 | Лучшая песня («This Is Me»)                                                   | Величайший шоумен       | Номинация |
| 2018 | Critics' Choice Movie Award                                    | Лучшая песня («This Is Me»)                                                   | Величайший шоумен       | Номинация |
| 2018 | Золотой глобус                                                 | Лучшая песня («This Is Me»)                                                   | Величайший шоумен       | Победа    |
| 2018 | Оскар                                                          | Лучшая песня («This Is Me»)                                                   | Величайший шоумен       | Номинация |
| 2018 | Эмми                                                           | Выдающаяся оригинальная музыка и тексты песен («In The Market for a Miracle») | A Christmas Story Live! | Номинация |

## Личная жизнь
Бендж Пасек — сын профессора Темпльского университета Кэти Хирш-Пасек. Он является геем.
Джастин Пол женат; их дочь родилась в 2016 году.